# Willy Lange
Willy Lange (Dolgelin, 18 april 1921) is een Duits componist, muziekpedagoog en dirigent.

## Levensloop
Lange studeerde van 1935 tot 1939 aan de muziekschool in Seelow en was vervolgens tot 1945 lid van de militaire muziekkapel van de luchtmacht in Frankfurt (Oder). Na de oorlog was hij muzikant in verschillende orkesten onder anderen in een muziekkapel aan boord van passagiersschip MS Berlin. Van 1956 tot 1973 was hij lid van die militaire muziekkapel Luftlande-Musikkorps 9 in Stuttgart-Bad Cannstatt. Vanaf 1970 werd hij benoemd tot muziekdirecteur in Fellbach en tegelijkertijd dirigent van de Stadtkapelle Fellbach e.V.. In deze functie bleef hij tot 1990. Van 1970 tot 1973 was hij eveneens dirigent van de Stadkapelle Rottenburg.
Hij componeerde talrijke werken voor harmonieorkest, maar ook kamermuziek. 

## Composities

### Werken voor harmonieorkest
- 1966 Erinnerung an Karibien, ouverture
- 1967 Posaunen voran, mars
- 1969 Modern Time, ouverture
- 1971 Rhythmus der Jugend, ouverture
- 1972 Saluta da Riccione, mars, op. 97
- 1973 Zum Ehrentag, hymne
- 1976 Am rauschenden Wildbach, wals
- 1976 Ferienzauber, concertwals
- 1977 Jugendparty, ouverture, op. 180
- 1978 Vereintes Europa, mars, op. 130
- 1978 Bella Mare, mars
- 1978 Posaunistenlaune, voor trombone en harmonieorkest, op. 133
- 1978 Spirit of Youth, moderne ouverture, op. 141
- 1978 Posaunistenglanz, voor 3 trombones en harmonieorkest, op. 145
- 1978 Toi Toi Toi, 8 lichte stapmarsen
- 1978 Happiness, moderne ouverture, op. 152
- 1978 Jetzt gehts rund, selectie - (samen met Bernd Egidius)
- 1978 Von Hamburg nach Berlin, selectie (samen met Bernd Egidius)
- 1978 Springtime in Florida, mars
- 1978 Baby Love, dixieland-mars, op. 165
- 1978 Tubistenfreud, voor Bes tuba en harmonieorkest, op. 176
- 1979 Schlotzer-Marsch, voor gemengd koor (of mannenkoor) en harmonieorkest, op. 182

- 1979 Balkanparty, ouverture, op. 185
- 1980 Posaunistentraum, polka voor 3 trombones en harmonieorkest, op. 188
- 1980 Trompeter und Posaunisten, voor 3 trompetten, 3 trombones en harmonieorkest, op. 192
- 1980 Über Berg und Tal
- 1981 Little Bridge, ouverture, op. 199
- 1983 Tubistentraum, voor Es tuba (of F, of Bes tuba) en harmonieorkest, op. 216
- 1984 Europarty, moderne ouverture
- 1984 Fest in Europa, ouverture
- 1985 A bißle Schwäbisch, liederenselectie
- 1985 Ankunft im Städtle - Maestoso
- 1985 Jubiläums-Marsch
- 1986 Begrüßung - Andante
- 1988 Eurosound, ouverture
- Ausklang "Muß i denn...", swing
- Breitenauer Marsch
- Durch Stadt und Land
- Ein Tubistenscherz
- Eine Herrenpartie
- Erinnerungen an Petschau

- Festival
- Frühlingsblumen
- Golden Bridge
- Golden Sun, mars
- Gruß aus dem Schwarzwald
- Happy Day, ouverture
- Holiday, mars
- Ilona
- Launische Tuba
- Moravenka-Polka
- Netschetiner-Polka
- Neues Europa
- okay March
- Register-Show
- Rhythmus Dne
- Skylab one
- Tanz der Jugend, wals
- Tanzfantasie nr. 1
- Tanzfantasie nr. 2 - High Live, op. 125
- Tanzfantasie nr. 3 - Melodie und Rhythmus
- Tokajer - Ungarischer Zigeunertanz
- Trip to Spain, moderne ouverture
- Trompetengold, voor 3 trompetten en harmonieorkest
- Tubistenlaune
- Tubistenschreck, op. 77

### Pedagogische werken
- Etüden und Vortragsstücke, voor tuba in C, Es of F